# Mucopolisacaridosis tipo I
La mucopolisacaridosis tipo I o síndrome de Hurler, conocida también por las siglas MPS I es una enfermedad congénita que está causada por el déficit de una enzima, la alfa-L-iduronidasa, que ocasiona acumulación progresiva de mucopolisacaridos en las células del tejido conectivo, incluido cartílago y hueso. Es una enfermedad por depósito o tesaurismosis. Se presenta un caso por cada 100 000 nacimientos por lo que está incluida dentro del grupo de las enfermedades raras. 
Los síntomas principales consisten en retraso del desarrollo motor y mental acompañado por deformidades del esqueleto. El enanismo o talla baja es una manifestación frecuente. 
Existen diferentes formas de la enfermedad causadas a su vez por diversas mutaciones que afectan al gen que codifica la enzima alfa-L-iduronidasa (IDUA). La forma severa presente desde la infancia se conoce como síndrome de Hurler, mientras en el síndrome de Scheie que es la forma del adulto, no existe retraso mental y la estatura puede estar dentro de los límites considerados normales. A veces se presentan manifestaciones intermedias entre ambos síndromes.

## Tipos de Mucopolisacaridosis tipo I
- MPS I severa (Síndrome Hurler): se manifiesta en los primeros años de vida. Los bebés enfermos parecen normales al nacer, pero a medida que crecen, dejan de desarrollarse correctamente, concretamente cuando llegan a la edad de 2 y 4 años. Después le sigue un deterioro mental progresivo y pérdida de habilidades físicas. Los niños dejan de crecer a los 3 años y presentan unos rasgos faciales particulares como cara plana, frente abombada y puente nasal deprimido. Otra consecuencia de la enfermedad es el agrandamiento del corazón, del hígado y del bazo. También son propensos a sufrir infecciones en el tracto respiratorio superior y el oído. Por otro lado, la alimentación puede ser difícil para algunos niños, ya que presentan problemas intestinales periódicos. Los niños que padecen este síndrome, mueren antes de los 10 años, normalmente por obstrucción e infección de las vías respiratorias y complicaciones cardíacas.

- MPS I atenuada (Síndrome Scheie): es la más leve. Los síntomas generalmente suelen aparecer después de los 5 años de edad. Estos niños tienen una inteligencia normal o pueden tener leves problemas de aprendizaje. Algunos individuos afectados también tienen enfermedad pulmonar obstruida y apnea del sueño. Los enfermos pueden vivir hasta la edad adulta.

- MPS I media, (Síndrome de Hurler-Scheie): es menos grave que el síndrome de Hurler. Los síntomas comienzan generalmente entre las edades de 3 y 8. Los niños pueden tener retraso mental y dificultades de aprendizaje moderados. Las irregularidades esqueléticas y sistémicas incluyen baja estatura, pequeñas quijadas, rigidez articular progresiva, la médula espinal comprimida, córneas nubladas, pérdida de audición, enfermedades del corazón, rasgos faciales toscos y hernia umbilical. También problemas respiratorios, apnea del sueño y enfermedades del corazón pueden desarrollarse en la adolescencia. Algunas personas con este síndrome necesitan presión positiva continua durante el sueño para facilitar la respiración. La esperanza de vida es generalmente hasta la adolescencia o principios de los veinte años.

## Genética
Es un trastorno autosómico recesivo asociado al brazo corto del cromosoma 4, lo que significa que sólo los individuos que heredan el gen defectuoso de ambos padres se ven afectados. Cuando ambas personas en una pareja tienen el gen defectuoso, cada embarazo presenta un veinticinco por ciento de probabilidad de que el niño se vea afectado por la enfermedad. Los padres y hermanos de un niño afectado pueden ser asintomáticos, esto implica que podrían ser portadores de la enfermedad  llevando el alelo recesivo.

## Diagnóstico
El diagnóstico puede hacerse con exámenes clínicos de la orina del paciente para evaluar los mucopolisacáridos que son excretados en la orina. También con ensayos enzimáticos, realizando pruebas a varias células o fluidos corporales para medir la actividad de la enzima y verificar si realmente hay deficiencia en la actividad de la misma. Con el diagnóstico prenatal mediante amniocentesis y el muestreo de vellosidades coriónicas, se puede verificar si un feto lleva una copia del gen mutado o bien lleva ambas copias.